# Poseidon (raket)

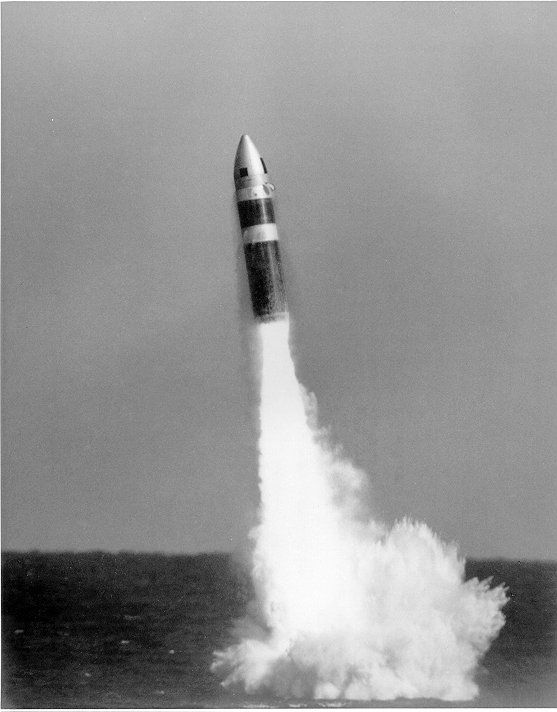
Poseidon-raket

De Poseidon C3 of UGM-73A was het tweede ballistische raketsysteem met nucleaire lading van de Verenigde Staten, dat door de Amerikaanse marine werd gebruikt. De Poseidon vormde de hoofdbewapening van 31 onderzeeboten.
De Poseidon was het vervolg op de Polaris A3 raket en kwam rond 1970 in gebruik als bewapening van de Lafayette- en Benjamin Franklinklasse  nucleaire aangedreven ballistische onderzeeboten. De 10 oudere onderzeeboten van de George Washington- en Ethan Allenklassen bleven met de Polaris A3 uitgerust. Aanvankelijk werd de raket Polaris B3 genoemd, maar uiteindelijk werd de naam Poseidon C3 gekozen om de technische verbeteringen ten opzichte van haar voorganger te benadrukken.
De Poseidon had een bereik van 5200 kilometer en kon 10 onafhankelijk te richten (MIRV) kernkoppen van 50 kiloton elk vervoeren.
In de jaren tachtig van de 20e eeuw werden zowel de Polaris als Poseidon raketten vervangen door de Trident.